# Esel (Adelsgeschlecht)

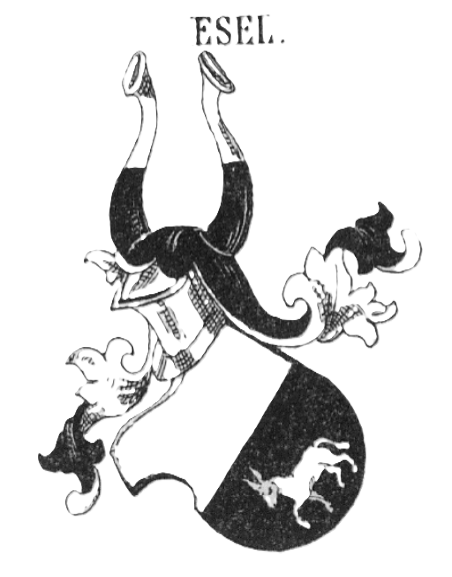
Wappen der Esel in Siebmachers Wappenbuch

Esel ist der Name eines fränkischen Adelsgeschlechts. Die uradelige Familie war im Raum um Illesheim, in Nordenberg und in Altenschönbach begütert und starb am Ausgang des 16. Jahrhunderts aus. 

## Geschichte
Die Ritterfamilie Esel wurde bereits in den ältesten Lehenbüchern Würzburgs genannt und hier dem Uradel zugerechnet. Als Stammsitze wurden die Orte Illesheim und Nordenberg genannt, die beide zwischen Bad Windsheim und Rothenburg ob der Tauber liegen. Die Familie besaß mehrere Güter in der Reichsstadt Bad Windsheim. Die ersten Nennungen verweisen die Familie vor allem auf Besitzungen, die um die beiden Sitze herum gestreut lagen. Erst im 15. Jahrhundert drang die Familie auch in die weiter nördlich gelegenen Areale des Steigerwaldvorlandes vor. Um 1460 verkaufte die Familie Thüngfeld zu Oberschwarzach ihren Anteil an Altenschönbach an die Fuchs von Lauter. Sie übergaben diese dann an die Esel. In der Folge nannte sich Fritz Esel zu Altenschönbach ab 1463 nach dem Dorf. Bereits zuvor waren kognatische Verbindungen zwischen den Fuchs und den Esel entstanden.
Durch weitere Konnubien mit anderen fränkischen Geschlechtern verbanden sich die Esel im Verlauf des 15. Jahrhunderts mit den Zollnern von der Hallburg, den Wolfskeel von Reichenberg, den Herren von Heßberg und den Schaumberg. Im Jahr 1466 verpfändete der Münsterschwarzacher Abt Martin und sein Konvent der Familie den Wein- und Getreidezehnt zu Kirchschönbach für 350 Gulden. Es gelang ihnen in den folgenden Jahren auch in Kirchschönbach ihren Einfluss weiter aufzubauen. So besaßen die Brüder Philipp und Hans im Jahr 1516 die Hälfte des dortigen Schlosses als Mannlehen des Hochstifts Würzburg und übergaben die andere Hälfte noch im selben Jahr als Rittermannlehen an den Fürstbischof. 
Besondere Bedeutung für die Machtausübung der Herren in den ihnen zugeordneten Gebieten hatte das Patronatsrecht, das ihnen die Einsetzung des Pfarrers der Marienkirche in Altenschönbach ermöglichte. In der ersten Hälfte des 16. Jahrhunderts gelang es den Esel, die inzwischen protestantisch geworden waren, auch in ihrem wichtigsten Besitz Altenschönbach die neue Konfession einzuführen. Philipp von Esel trat in der Folge auch den Würzburger Fürstbischöfen entgegen, weil er sich nach der Niederschlagung der Aufstände des Deutschen Bauernkrieges gegen die Höhe der Entschädigung wandte, die die Bauern leisten mussten. Diese Konflikte kulminierten im Jahr 1535 in den Irrungen um das sogenannte Giglingen’schen Lehen.
Die Besitzungen der Familie umfassten im Jahr 1528 allein in Altenschönbach 23 Hintersassen. Die Brüder Friedrich, Philipp und Peter mussten diese Besitzungen allerdings im Jahr 1545 aufgeben. Es gelangte mit allen Eingehörungen an den Schwager Wolf von Crailsheim, der damals Amtmann in Kitzingen war. In der Folge wandte sich die Familie in die Städte. Als letzter Esel zu Altenschönbach starb Hans Philipp Esel im Jahr 1588. Die Linie von Illesheim existierte auch in den 1590er Jahren noch weiter. Sie übergaben im Jahr 1591 ihre Patronatsrecht an der Marienkirche in Illesheim an die Stadt Windsheim. In den folgenden Jahren starben wohl auch ihre letzten Vertreter. In der Lehensliste des Hochstifts Würzburg wurde die Familie bereits im Jahr 1590 als erschlossen bezeichnet.

## Stammliste
Teile der Stammliste der Familie lassen sich rekonstruieren. Insbesondere die Linie Altenschönbach ist seit der Mitte des 15. Jahrhunderts lückenlos nachvollziehbar. Johann Gottfried Biedermann gibt in seinem Geschlechts-Register einen Überblick über die Stammtafel:
- Werner Esel (gen. 1235), Turnierteilnehmer in Würzburg
- Conrad Esel (gen. 1293, 1297), Schultheiß des Heiligen Römischen Reiches in Nürnberg
- Heintz Esel (gen. 1303)
- A1 Conrad Esel (gen. 1303)
- A2 Friedrich Esel (gen. 1303)
- Peter Esel von Nordenberg (gen. 1318, 1323)
  - B1 Conrad Esel ⚭ Anna von Wolmarshausen
    - C1 Itha Eselin von Altenschönbach ⚭ (1411) Hans von Bibra
      - D1 Heinrich Esel von Altenschönbach (gen. 1428), Linienstifter
        - E1 Burckhard Esel von Altenschönbach ⚭ (1468) Magdalena Zollnerin von der Hallburg
        - E2 Fritz Esel von Altenschönbach (gen. 1456) ⚭ Margaretha Wolfskeelin von Reichenberg
          - F1 Peter Esel von Altenschönbach (gen. 1479, 1490) ⚭ Margaretha von Heßberg
          - F2 Hans Esel von Illesheim ⚭ Elß von Schaumberg 
            - G1 Dorothea Eselin von Altenschönbach ⚭ Melchior von Seckendorff gen. Pfaff zu Stopffenheim und Birkenfels
            - G2 Magdalena Eselin von Altenschönbach ⚭ Christoph von Seckendorff gen. Pfaff zu Stopffenheim und Birkenfels
            - G3 Hans Esel von Altenschönbach († 1519)
            - G4 Philipp Esel von Altenschönbach (gen. 1518, 1538) ⚭1 Magdalena von Crailsheim zu Mainsondheim ⚭2 Magdalena von Stein zu Ostheim
              - H1 Friedrich Esel von Altenschönbach (gen. 1545) ⚭ (3. Februar 1540) Susanna Seckendorff zu Aberdar (* 1519)
                - I1 Hans Philipp Esel von Altenschönbach († 1588), letzter der Linie Altenschönbach[3]

              - H2 Sophia Eselin von Altenschönbach
              - H3 Margaretha Eselin von Altenschönbach
              - H4 Philipp Esel von Altenschönbach
              - H5 Peter Esel von Altenschönbach (gen. 1545, 1551) ⚭ Margaretha von Gersheim
              - H6 Barbara Eselin von Altenschönbach ⚭1 (1531) Georg von Gnodstadt zu Rüdenhausen ⚭2 Johann Dietrich Lochinger

          - F3 Margaretha Eselin von Altenschönbach ⚭ Neidhard von Wolmarshausen

        - E3 Eberhard Esel von Altenschönbach

## Wappen
Das Wappen der Familie Esel war im Laufe der Zeit mehreren Änderungen unterworfen. Bereits im 14. Jahrhundert ist es als persönliches Zeichen des Fritz Esel zu Illesheim als Amtmann von Hardenbergstetten nachgewiesen. Blasonierung: Ein steigender Esel. Als Helmzier wurden zwei Hörner angebracht, die Tingierung ist unklar. In der heraldischen Reihe Siebmachers Wappenbücher taucht für das 16. Jahrhundert folgende Wappenbeschreibung auf. Blasonierung: Von Silbern und Schwarz geteilt, unten ein silberner Esel. Zwei Hörner als Helmzier und die Helmdecken greifen die Wappenfarben auf, weil sie ebenfalls von Silbern und Schwarz geteilt sind. Ein Wappen gleicher Blasonierung wird auch der Familie Esel von Sauensheim aus dem Elsass zugerechnet.